# Торшхоев, Ибрагим Исмаилович
Ибрагим Исмаилович Торшхо́ев (ингуш. Тӏоаршхой Исмаӏала Ибраьхьам; 10 апреля 1942, по другим данным — 1 мая 1940, 1942 или 1943, Альтиево, Чечено-Ингушская АССР — 2 июля 1993 или 1994, Нальчик, Кабардино-Балкария)
— ингушский советский и российский поэт. Член Союза писателей СССР (1984).

## Биография
Родился 10 апреля 1942 года (по другим данным — 1 мая 1940, 1943 или 1943 года) в селении Альтиево Назрановского района Чечено-Ингушской АССР. Был,
вместе с родителями, депортирован в Казахскую ССР, где прошёл шесть классов. В 1958 году вернулся, вместе с матерью, братьями и сестрой, из депортации в родное селение Альтиево. В 1960 году окончил Назрановскую школу. Окончив в 1961 году двухгодичные учительские курсов Чечено-Ингушского педагогического училища, два года работал преподавателем родного языка в Барсукинской восьмилетней школе в Назрановском районе. Из-за состояния здоровья, лечился в Москве, где и работал на заводе. Согласно одним данным, проходил обучение в 1976—1982-х годах на заочном отделении Литературного института им. А. М. Горького, согласно другим — он окончил институт в 1968 году. В 1984 году стал членом Союза писателей СССР. Умер 2 июля 1993 года или в 1994 году. По мнению Я. С. Патиева, поэт умер в «расцвете творческих сил, так и не оправившись от болезни».

## Творчество
Торшхоев начал создавать стихи на русском языке ещё по возвращению из депортации в 1958 году, однако печатать стал их намного позже, спустя почти двадцать лет. Его первые стихи издавались в середине 1970-х годов местной печатью Назрановского и Малгобекского районов. Позже печатались его другие стихи в газете «Сердало», альманахе «Утро гор» и сборнике «Мечты». Дебютом Торшхоева является его первый сборник стихов «Безама гургалаш» («Колокольчики любви»), опубликованный в Грозном в 1980 году. Он сразу получил позитивные отзывы от читателей и критиков.
Через год был опубликован другой сборник стихов Торшхоева «Искры очага», переведенный на русский язык русскими поэтами-переводчиками В. Д. Цыбиным, А. К. Передреевым, В. Г. Бояриновым и И. Слепневым. В дальнейшем вышли и другие сборники стихов Торшхоева «Путь к себе» (1984), «Под буркой» (1988). На ингушском языке вышли в Грозном его сборники стихов «Седкъан лар» («След звезды», 1983) и «Дагалоаттам» (1987). В целом, Торшхоев печатался в республиканских газетах «Сердало», «Грозненский рабочий», альманахе «Лоаман ӏуйре» («Утро гор»), всесоюзных газетах «Сельская жизнь», «Литературная Россия», журналах «Октябрь» и «Дружба народов».
Литературовед Я. С. Патиев считает, что Торшхоев в своей лирической поэзии уделял значительное внимание темам родины, патриотизма, депортации, войны и мира, любви и верности. В Большой российской энциклопедии говорится, что на поэзию Торшхоева значительно повлияло устное народное творчество ингушей. Что же касается сборников стихов поэта, то они пропитаны « размышлениями о моральных установлениях, месте человека в мироздании».